# 皆蓮寺
皆蓮寺（かいれんじ）は、富山県南砺市（旧上平村）皆葎地区にある真宗大谷派の寺院である。

## 概要
室町時代の後半、文明年間に本願寺8代蓮如が越前国吉崎御坊に滞在したことにより、北陸地方で真宗門徒が急増し、五ヶ山地方にも本格的に真宗が広まりつつあった。最初に五箇山地方に教線を伸ばしたのは越前国の和田本覚寺で、皆葎道場も含め五箇山西部のほとんどの寺院は本覚寺下の道場として始まっている。
天文21年（1552年）10月27日付五箇山十日講起請文には「お屋衛門大郎」なる人物の署名があり、瑞願寺による注記ではこの人物が皆葎道場坊の先祖であったとされる。以後、代々皆葎道場の道場主はお屋衛門大郎の子孫である市左衛門家が務めていたようで、寛政年間の「五ケ山之道場しらべ」には「加州小松本覚寺道場　皆葎村　市左衛門」と記されている。
現在の本堂は天保15年（1844年）11月に建築されたもので、氷見郡大窪の大工高木清五郎が棟梁として築いたものであった。明治維新後、皆葎集落は上平村に属し、明治11年（1878年）には皆葎学校（現上平小学校）が皆葎道場に開かれた。その後、皆蓮寺のすぐ裏手に皆葎小学校が新設され、昭和13年（1938年）には皆葎校下季節託児所が皆蓮寺に開かれたこともあった。
昭和22年（1947年）4月には「皆蓮寺」の寺号を認可され、以後皆蓮寺と称するようになった。

## 五箇山の本覚寺下道場
上述したように皆蓮寺は越前国和田本覚寺下の道場として始まった寺院であり、周辺の赤尾谷・上梨谷のほとんどの寺院も元は本覚寺下道場であった。戦国時代に本覚寺下道場であった道場は、本願寺の東西分派時に東方の小松本覚寺と、西方の鳥羽野万法寺にそれぞれ別れ、これが現代まで引き継がれている。
| 戦国時代             | 戦国時代 | 江戸時代               | 江戸時代   | 近現代                 | 近現代         |
| -------------------- | -------- | ---------------------- | ---------- | ---------------------- | -------------- |
| 越前国 和田 本覚寺下 | 小原道場 | 越前国 鳥羽野 万法寺下 | 小原道場   | 福井県 鯖江市 万法寺下 | 小原道場       |
| 越前国 和田 本覚寺下 | 細島道場 | 越前国 鳥羽野 万法寺下 | 細島道場   | 福井県 鯖江市 万法寺下 | 細島道場       |
| 越前国 和田 本覚寺下 | 相倉道場 | 越前国 鳥羽野 万法寺下 | 相倉道場   | 福井県 鯖江市 万法寺下 | 相倉道場       |
| 越前国 和田 本覚寺下 | 漆谷道場 | 越前国 鳥羽野 万法寺下 | 漆谷道場   | 福井県 鯖江市 万法寺下 | 漆谷道場       |
| 越前国 和田 本覚寺下 | 中畑道場 | 加賀国 小松 本覚寺下   | 中畑道場   | 中畑本教寺             | 中畑本教寺     |
| 越前国 和田 本覚寺下 | 中畑道場 | 加賀国 小松 本覚寺下   | 見座道場   | 見座見覚寺             | 見座見覚寺     |
| 越前国 和田 本覚寺下 | 上梨道場 | 加賀国 小松 本覚寺下   | 上梨道場   | 上梨円浄寺             | 上梨円浄寺     |
| 越前国 和田 本覚寺下 | 皆葎道場 | 加賀国 小松 本覚寺下   | 皆葎道場   | 皆葎皆蓮寺             | 皆葎皆蓮寺     |
| 越前国 和田 本覚寺下 | 楮村道場 | 加賀国 小松 本覚寺下   | 楮村道場   | 楮村聖光寺             | 楮村聖光寺     |
| 越前国 和田 本覚寺下 | 新屋道場 | 加賀国 小松 本覚寺下   | 新屋道場   | 新屋道善寺             | 新屋道善寺     |
| 越前国 和田 本覚寺下 | 新屋道場 | 加賀国 小松 本覚寺下   | 上中田道場 | 上中田念仏道場         | 上中田念仏道場 |
| 越前国 和田 本覚寺下 | 赤尾道場 | 赤尾行徳寺             | 赤尾行徳寺 | 赤尾行徳寺             | 赤尾行徳寺     |
| 越前国 和田 本覚寺下 | 下嶋道場 | 赤尾行徳寺下           | 下嶋道場   | 赤尾行徳寺下           | 下嶋道場       |